# Régis Gayraud
Pour les articles homonymes, voir Gayraud et Régis.
Régis Gayraud (né en 1959 à Paris) est un slaviste français et traducteur de russe.
Il est professeur émérite de langue et de littérature russes à l'Université Clermont-Auvergne, membre du Centre de recherches en littérature et sociopoétique (CELIS) de cet établissement. Depuis 2020, il est également rédacteur en chef de la Revue russe, publication de l'Association française des russisants éditée par l'Institut d'études slaves.

## Domaines d'étude
Spécialiste du poète, historien d'art et éditeur russo-géorgien Ilia Zdanevitch, dit Iliazd, Régis Gayraud l'a traduit en français et édité en langue originale à Moscou. En 1991, il lui a consacré une thèse de doctorat et dirige, depuis 1990, la rédaction des Carnets de l'Iliazd-Club, revue savante à publication irrégulière (8 numéros parus).
Il est également l'auteur de nombreux articles sur l'avant-garde russe repliée à Tiflis entre 1917 et 1921, les relations entre l'avant-garde russe et l'avant-garde parisienne, l'émigration russe et géorgienne en France, d'ouvrages sur l'histoire de l'art russe du XXe siècle.
Outre des œuvres d'Ilia Zdanevitch, il a traduit Nikolaï Fiodorov, Boris Savinkov, Vladimir Maïakovski, Igor Terentiev, Kasimir Malevitch, Michel Larionov, Alexandre Vvedenski, Andreï Dmitriev, Mark Kharitonov, Valeri Iskhakov.

## Traductions
- Boris Savinkov, Souvenirs d'un terroriste, Paris, Champ Libre, 1982, 393 p. (ISBN 978-2-85184-136-0 et 2-85184-136-X, OCLC 741938152)
- Ivan Barkov, Prov Fomitch, in La Chambre rouge, no 3, 1984, p. 42–47
- Lioubov Kovalevska, L’Affaire de tous (Dossier Tchernobyl), traduit de l’ukrainien, in Iztok, no 13 (septembre 1986), p. 32–38
- Déclaration de la commission provisoire de coordination du NSZZ « Solidarnosc » à propos de la catastrophe de Tchernobyl, traduit du polonais, in Iztok, no 13 (septembre 1986) p. 39–40
- Roy Medvedev, En mémoire de Vladimir Litvinov, in Iztok, no 13 (septembre 1986), p. 43–45
- Iliazd, Le Ravissement, éd. Alinéa, 1987 (rééd. trad. revue, éd. Ginkgo, 2021).
- Izvestia du Comité révolutionnaire de Kronstadt, éd. Ressouvenances, 1988 (rééd. 2019)
- Vladimir Maïakovski, Comment ça va ?, éd. Clémence Hiver, 1988  (ISBN 2-905471-07-7)
- Boris Souvarine, Sur Lénine, Trostski et Staline (préface et entretien avec Michel Heller), éd. Allia, 1990 ; rééd. Allia, 2007
- Boris Souvarine, Controverse avec Soljénitsyne (préface de Michel Heller), éd. Allia, 1990
- Konstantin Vaguinov, Harpagoniade (1er chap.), in Sauf-conduit no 2, éd. L'Âge d'homme, 1990, p. 141–150
- Igor Terentiev, Un record de tendresse, suivi de Iliazd, l'Iliazde, éd. Clémence Hiver, 1990  (ISBN 2-905471-11-5)
- Iliazd, Lettres à Morgan Philips Price, éd. Clémence Hiver, 1990  (ISBN 2-905471-08-5)
- Vladimir Voïnovitch, Les Aventures du soldat Ivan Tchonkine, scénario et dialogues par l'auteur d'après son roman, en vue d'une adaptation cinématographique (non publié, film réalisé par Jiri Menzel), 1992
- Mikhaïl Iampolski, L'Intertexte contre l'intertexte (Un chien andalou de Luis Buñuel), in Études de lettres, revue de la faculté des lettres de l'université de Lausanne, no 2-1993, p. 79–110
- Mikhaïl Iampolski, L'Intertexte déconstructiviste 1 : la  question de La Dentellière et L'Intertexte déconstructiviste 2 : la question des ânes pourris, in Revue belge du cinéma, no 33-34-35 Un chien andalou : lectures et relectures, 1993, p. 67-70 et p. 115-118
- Elie Eganbury (Iliazd), Nathalie Gontcharova, Michel Larionov, éd. Clémence Hiver, 1995
- Kazimir Malevitch, La Paresse comme vérité effective de l'homme, éd. Allia, 1995
- Michel Larionov, Manifestes, éd. Allia, 1995  (ISBN 2-904235-92-2)
- Victor Chklovski, Le Cornet de papier, In « Anthologie du cinéma invisible », textes réunis par C. Jacominot, éd. Jean-Michel Place/Arte éditions, 1995 (en collaboration)
- Les Formalistes russes et le cinéma, textes de V. Chklovski et B. Eikhenbaum sur le cinématographe, éd. Nathan-Université, 1996, rééd. L'âge d'homme, 2008 (en collaboration)
- Alexandre Vvedenski, Un sapin de Noël chez les Ivanov, éd. Allia, 1996, 73 p  (ISBN 2-911188-18-7)
- Gueorgui Kovalenko, La Peinture cubo-futuriste d’Alexandra Exter, In « Ligeia, dossiers sur l’art », no 21-22-23-24, oct. 1997-juin 1998, p. 91–104
- Vladimir Poliakov, Le Manifeste futuriste en tant que forme artistique, In « Ligeia, dossiers sur l’art », no 21-22-23-24, oct.1997-juin 1998, p. 134–161
- Andreï Dmitriev, Le Fantôme du théâtre, roman, éd. Fayard, 2004, 160 p.  (ISBN 2-213-62124-1)
- Leonide Dolgopolov, La Poésie russe de la fin du XIXe siècle, in Histoire de la littérature russe, tome 3 XIXe siècle : le temps du roman, éd. Fayard, 2005, p. 1051–1071
- Leonide Dolgopolov, Konstantin Sloutchevski, in Histoire de la littérature russe, tome 3 XIXe siècle : le temps du roman, éd. Fayard, 2005, p. 1071–1082
- Lev Ozerov, Konstantin Fofanov, in Histoire de la littérature russe, tome 3 XIXe siècle : le temps du roman, éd. Fayard, 2005, p. 1082–1091
- Olga Sedakova, La réception de Nikolaï Nékrassov, in Histoire de la littérature russe, tome 3 XIXe siècle : le temps du roman, éd. Fayard, 2005, p. 394–416
- Valéri Iskhakov, Une autre vie - une autre histoire, in La Prose russe contemporaine : nouvelles choisies, éd. Fayard, 2005, p. 197–225
- Alexandre Khourguine, Un truc idiot, in La Prose russe contemporaine: nouvelles choisies, éd. Fayard, 2005, p. 271–285
- Sergueï Nossov, Voyage en Amérique, in La Prose russe contemporaine: nouvelles choisies, éd. Fayard, 2005, p. 389–412
- Andreï Dmitriev, Retour, in Andreï Dmitriev, Au tournant du fleuve, suivi de Retour, éd. Fayard, 2006, p. 121–213  (ISBN 2-213-62984-6)
- Vilen Gorski, La Laure des grottes de Kiev, in Les Sites de la mémoire russe, t. 1 : Géographie de la mémoire russe, (dir. G. Nivat), éd. Fayard, 2007, p. 472–479
- Sergueï Bytchkov, Les Écoles ecclésiastiques russes, in Les Sites de la mémoire russe, t. 1 : Géographie de la mémoire russe, (dir. G. Nivat), éd. Fayard, 2007, p. 541–556
- Vilen Gorski, L’Académie spirituelle de Kiev, in Les Sites de la mémoire russe, t. 1 : Géographie de la mémoire russe, (dir. G. Nivat), éd. Fayard, 2007, p. 564–567
- Mark Kharitonov, Amores novi, éd. Fayard, 2007, 128 p.  (ISBN 978-2-213-60742-9)
- Victor Chklovski, L’Art comme procédé, éd. Allia, 2008, 50 p.  (ISBN 978-2-84485-267-0)
- Valéri Iskhakov, Le Lecteur de Tchékhov, éd. Fayard, 2008, 252 p.  (ISBN 978-2-213-63174-5)
- Mark Kharitonov, Projet Solitude, éd. Fayard, 2010, 242 p.  (ISBN 978-2-213-63171-4)
- Serge Férat [Serge Yastrebtzoff, dit], Lettres à Hélène d’Oettingen, in Hélène d’Oettingen, Journal d’une étrangère, suivi de Serge Férat, Lettres à Hélène d'Oettingen, éd. Le Minotaure/Archives artistiques, 2016, 112 p.  (ISBN 978-2-916775-33-3)
- Nikolaï Fiodorov, Philosophie de l'œuvre commune, en collaboration avec Françoise Lesourd (dir. ), Gérard Conio et Luba Jurgenson, Genève : Éditions des Syrtes, 2021, 788 p.  (ISBN 978-2-940701-02-5)